# Houla-Houla
Pour plus de détails, voir Fiche technique et Distribution.
Houla-Houla est un film français réalisé par Robert Darène, sorti en 1959.

## Synopsis
Fernand Martin, instituteur à Nogent-le-Roi, est amoureux de Jacqueline, employée des postes, la sœur aînée de l'un de ses élèves. Il demande sa main à son père qui la lui refuse. Un matin, il reçoit une nomination pour Tahiti.

## Fiche technique
- Titre : Houla-Houla
- Réalisation : Robert Darène
- Assistant réalisateur : Claude Pinoteau
- Scénario : Maurice Griffe
- Dialogues : Alexandre Breffort
- Photographie : Carl Kayser et Henri Persin
- Son : Robert Biart et Louis Hochet
- Décors : Jacques Douy
- Musique : Michel Emer
- Montage : Monique Kirsanoff
- Production : Silver Films - Sud-Pacifique Films - Fortuna Films
- Pays de production :  France
- Format : 35 mm - Son mono  eastmancolor
- Durée : 82 minutes
- Date de sortie : 
  - France : 7 janvier 1959

## Distribution
- Fernand Raynaud : Fernand
- Rita Giannuzzi (VF : Nadine Alari) : Jacqueline Dorand
- Noël Roquevert : M. Dorand
- Maea Flohr : Maea
- Georges Rivière : Dr Gilbert Rousset
- Jean Lefebvre : le gendarme
- Robert Vattier : le directeur
- Maximilienne : Mlle Lelongbec
- Célina Cély : Mme Dorand
- Dominique Maurin : Jeannot Dorand
- Ernest Varial : l'oncle de Fernand
- Robert Darène : le médecin-chef
- Bernard Musson : le receveur des P.T.T.
- Laure Paillette : la demoiselle des P.T.T.
- André Vilar